# Alteutha novaezealandiae
Alteutha novaezealandiae is een eenoogkreeftjessoort uit de familie van de Peltidiidae. De wetenschappelijke naam van de soort is voor het eerst geldig gepubliceerd in 1899 door Brady.